# Puente del Anchurón
El puente del Anchurón es un viaducto ferroviario español que está situado en el municipio de Fonelas, provincia de Granada, que permite salvar el río Fardes y la carretera local de Belerda a Fonelas. El puente se encuentra ubicado en el punto kilométrico 140,2 de la línea Linares-Almería

## Descripción
Originalmente, el puente constaba de 5 tramos metálicos, con luces de hasta 55,2 m, con un tablero superior metálico que servía, a la vez, de arriostramiento superior. Tenía además dos aceras voladas. El acceso al viaducto se hacía a través de un puente de varias bóvedas de cañón, de fábrica mixta de sillería y mampostería. A finales del siglo XX se sustituyeron, por razones de carácter estructural, algunos de los tramos metálicos primitivos, reemplazando las celosías originales por vigas de cajón metálicas, que apoyan sobre pilares de fábrica, éstos sí originales.

## Historia
El proyecto fue impulsado por la Compañía de los Caminos de Hierro del Sur de España y se construyó entre 1893 y 1894, es decir, en época ya muy tardía, no inaugurándose hasta 1904. Al parecer, la tardanza en realizar esta obra, que retrasó enormemente la puesta en servicio de la línea, se debió tanto a problemas burocráticos con las subvenciones estatales, como a las presiones políticas para modificar el acceso viario a Almería, que trataban que se hiciera desde Málaga, por la costa.